# Wimbledonmästerskapen 2018
Wimbledonmästerskapen 2018 ägde rum i All England Lawn Tennis and Croquet Club i Wimbledon, London den 2–15 juli 2018. Tävlingarna arrangerades av denna klubb och ITF. Turneringen var den 132:a i ordningen och var årets tredje Grand Slam. Den var öppen för seniorer i singel, dubbel och mixed dubbel samt för juniorer och rullstolsburna i singel och dubbel.

## Tävlingar
Seedning av de tävlande framgår av respektive huvudartikel nedan.

### Seniorer

#### Herrsingel
Segrare:  Novak Đoković

#### Damsingel
Segrare:  Angelique Kerber

#### Herrdubbel
Segrare:  Mike Bryan /  Jack Sock

#### Damdubbel
Segrare:  Barbora Krejčíková /  Kateřina Siniaková

#### Mixed dubbel
Segrare:  Alexander Peya /  Nicole Melichar

### Juniorer

#### Pojksingel
Segrare:  Tseng Chun-hsin

#### Flicksingel
Segrare:  Iga Świątek

#### Pojkdubbel
Segrare:  Yankı Erel /  Otto Virtanen

#### Flickdubbel
Segrare:  Xinyu Wang /  Xiyu Wang

### Rullstolsburna

#### Herrsingel
Segrare:  Stefan Olsson

#### Damsingel
Segrare:  Diede de Groot

#### Herrdubbel
Segrare:  Alfie Hewett /  Gordon Reid

#### Damdubbel
Segrare:  Diede de Groot /  Yui Kamiji

#### Quaddubbel
Segrare:  Andrew Lapthorne /  David Wagner